# Глаз, Лена
Лена (Елена) Глаз (род. 23 мая 1961) — израильская шахматистка, международный мастер (1982).
Чемпионка Израиля 1980 года.
В составе сборной Израиля участница 3-х Олимпиад (1980—1982 и 1988).
Занималась у заслуженного тренера Азербайджана Олега Приворотского (род. 1943).

## Спортивные достижения
| Год  | Город    | Турнир               | +  | − | = | Результат | Место |
| ---- | -------- | -------------------- | -- | - | - | --------- | ----- |
| 1980 | Валлетта | 9-я Олимпиада        | 3  | 5 | 5 | 5½ из 13  |       |
| 1982 | Люцерн   | 10-я Олимпиада       | 10 | 4 | 0 | 10 из 14  |       |
|      | Дортмунд | Международный турнир | 5  | 0 | 4 | 7 из 9    | 1     |
| 1988 | Салоники | 11-я Олимпиада       | 4  | 3 | 1 | 4½ из 8   |       |

## Изменения рейтинга
| Графики недоступны из-за технических проблем. См. информацию на Фабрикаторе и на mediawiki.org. |